# Морозівка (Севастополь)
Морозівка (до 1948 року — Алсу́в; крим. Alsuv) — віддалена частина міста Севастополя, в Балаклавському районі, до 1957 року була окремим селом.
Розташоване приблизно за 9 км на схід від Балаклави, на південному боці річки Чорної над Чорнорічинським каньйоном.
У 2014 році після окупації Криму та Севастополя Росією, Морозівка незаконно «отримала» статус села. 
З 7 вересня 2023 року місцевість передана до Бахчисарайського району Автономної Республіки Крим, однак, вона досі не має статусу окремого населеного пункту.

## Історія
Стародавнє поселення південно-західного Криму Алсу засноване приблизно у середині IV століття, або, на думку деяких істориків, набагато раніше (IV—III століття до н. е.), нащадками готів і аланів, що змішалися з місцевим населенням. Приблизно з XII століття Алсу, як і всі околишні поселення, входило до складу християнського князівства Феодоро. Після падіння у 1475 році Мангупа село, разом з усіма землями князівства, увійшла до складу Мангупского кадилику Кефінського еялета Османської імперії. У ці роки внаслідок політики османів, а також тісних економічних й особистих зв'язків місцевого християнського населення з жителями Кримського ханства — мусульманами відбувалася ісламізація кримських греків Алсу і, згідно із «Відомостями про виведених із Криму в Приазов'я християнах» А. В. Суворова, жодного християнина в селі до 1778 року не залишилося. Офіційно до складу Кримського ханства село входило близько 9 років: від знаходження ханством з в 1774 році до окупації Росією в 1783 році. Після анексії Криму Російською імперією село спорожніло внаслідок еміграції кримських татар у Туреччину, тому в Камеральному Описі Криму 1784 року воно не значиться. Уперше згадується Алсу (Кальсу в основному варіанті) у губернаторських документах від 3 жовтня 1796 року з нагоди виділення землі Грецького батальйону офіцерам й обер-офіцерам за браком землі в Балаклаві.
За російським адміністративним поділом, від 8 лютого 1784 року, Алсу перебувало на території Чоргунской волості Сімферопольського повіту Таврической губернії, але у Відомості про всі селища у Сімферопольському повіті 1805 року село ще не значиться (видимо, постійного населення ще не було).
Після адміністративної реформи 1829 року землі Алсу віднесли до Байдарской волості, а в 1838 році, після утворення Ялтинского повіту і переформування волостей — до Байдарской волості Ялтинского повіту. Тоді ж Алсу вперше позначають на карті 1842 року як село з 20 дворами. Згідно зі «Списком населених місць Таврійської губернії по відомостях 1864 р.», за результатами VIII ревізії 1864 року в казенному селі Алсуй (Алсу) у 9 дворах значилося 50 жителів-греків (9 дворів і на карті 1865 року, тільки на ній село записане як Олсуй)

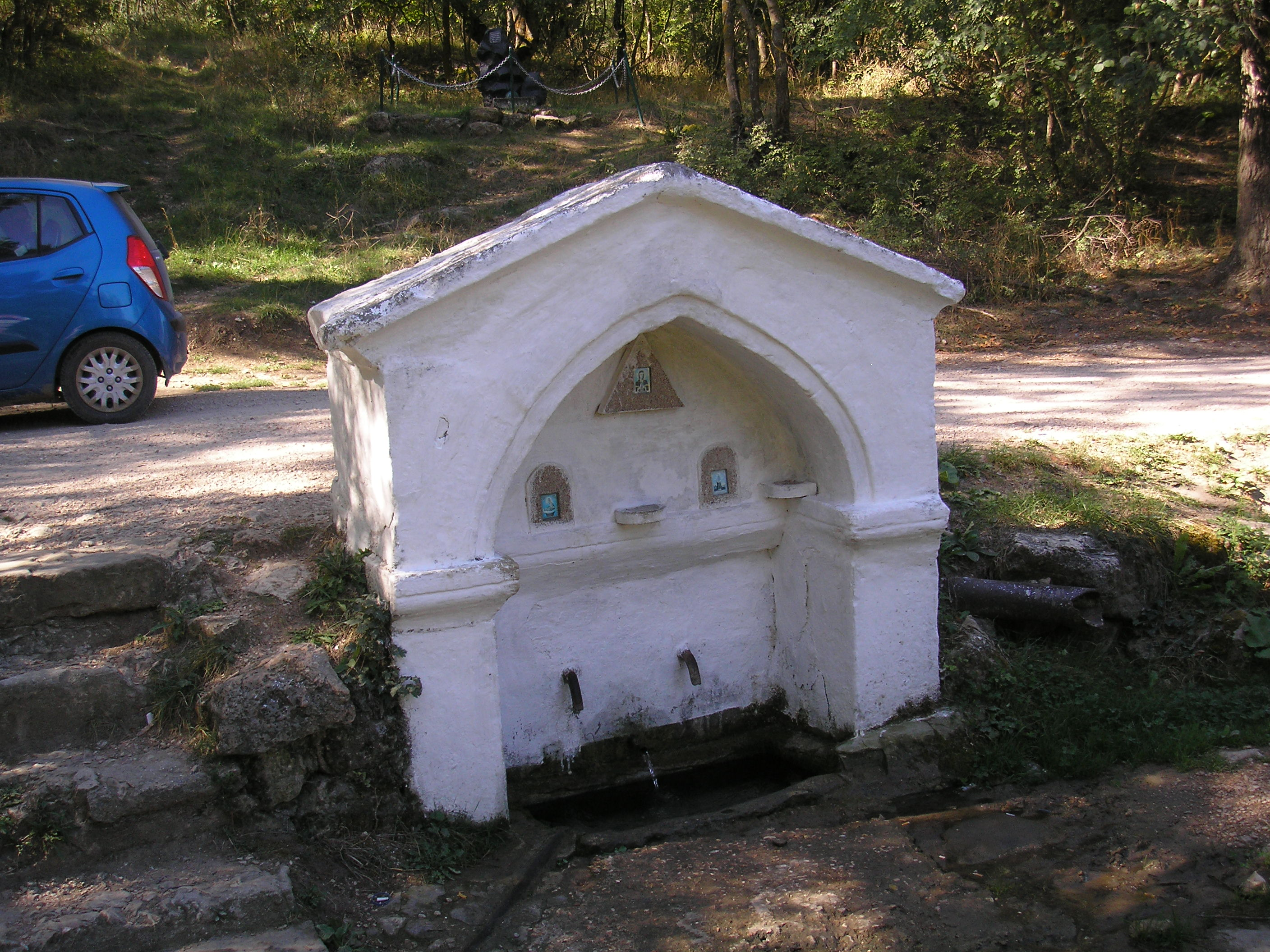
Фонтан Таш-Чокрак

Після установи у 1873 році Севастопольського градоначальства, Алсу, разом з іншими околицями Балаклави, передали у його склад, що зафіксовано в «Пам'ятній книзі Таврической губернії 1889» і там же записано, що за результатами Х ревізії 1887 року в Алсу в 22 дворах проживало 112 осіб. У градоначальстві село знаходилось до радянської реформи адміністративного поділу у 1921 році.
З 1923 року, як відзначено в результатах Всесоюзного перепису 1926 року Алсу віднесено до Камарської сільради Севастопольського району (з 1931 року — Балаклавского). 27 червня 1944 року, постановою ГКО, кримські греки були депортовані в Центральну Азію, а Указом Президії Верховної Ради РСФСР від 18 травня 1948 року Алсу Балаклавского району перейменоване в Морозівку.
Офіційно розселено до 1968 року, але реально існують кілька житлових будинків (на 1998 рік населення 30 осіб). Проте місцевість не залишена, бо поряд з селом існує дитячий оздоровчий табір «Алсу».
У 2000-них роках у селі з'явився Паїсіївський православний монастир. Неподалік села знаходиться недобудований Запасний командний пункт Чорноморського флоту.